# Westerbeverstedt
Westerbeverstedt (niederdeutsch Westerbeverst) ist ein Ortsteil der Ortschaft Lunestedt, die zur Einheitsgemeinde Beverstedt im niedersächsischen Landkreis Cuxhaven gehört.

## Geografie
(Quelle:)

## Geschichte

### Ersterwähnung
Der Ort Westerbeverstedt wurde erstmals im Jahre 860 genannt. Diese historische Aufzeichnung wurde durch den Erzbischof Ansgar über die Wunderheilung am Grabe des Heiligen Willehad angefertigt.

### Eingemeindungen
Am 1. Juli 1968 fand durch eine Gebietsreform ein Zusammenschluss aus den Gemeinden Westerbeverstedt und Freschluneberg (niederdeutsch Lunbarg) statt, woraus die Gemeinde Lunestedt (niederdeutsch Luunst) entstand. 1971 wurde die Gemeinde Lunestedt eine der neun Mitgliedsgemeinden der Samtgemeinde Beverstedt.
Am 1. November 2011 wurde das zuvor selbständige Lunestedt eine Ortschaft in der Einheitsgemeinde Beverstedt (niederdeutsch Beverst).

### Einwohnerentwicklung
| Jahr      | 1910  | 1925  | 1933  | 1939  | 1950  | 1956  |
| --------- | ----- | ----- | ----- | ----- | ----- | ----- |
| Einwohner | 368   | 544   | 576   | 561   | 1036  | 1082  |
| Quelle    | [ 6 ] | [ 7 ] | [ 7 ] | [ 7 ] | [ 1 ] | [ 1 ] |

|  |

## Wappen
Der Entwurf des Kommunalwappens von Westerbeverstedt stammt von dem Heraldiker und Wappenmaler Albert de Badrihaye, der zahlreiche Wappen im Landkreis Cuxhaven erschaffen hat.
| Wappen von Westerbeverstedt | Blasonierung: „In Grün ein steigender goldener Biber, links von einem siebenzackigen goldenen Stern begleitet.“                                                                |
| Wappen von Westerbeverstedt | Wappenbegründung: Der Biber erinnert an die Bedeutung des mittelniederdeutschen Wortes „bever“. Der siebenzackige Stern weist auf den Abendstern als Sinnbild des Westens hin. |

## Kultur und Sehenswürdigkeiten
Bauwerke
- Wohn- und Wirtschaftsgebäude Dorfstraße 35 von um 1850 in Fachwerk
- Wohn- und Wirtschaftsgebäude Deelbrügger Straße 3 von um 1860 in Fachwerk
- Großsteingrab Westerbeverstedt (wurde im 19. oder frühen 20. Jahrhundert zerstört)

## Personen, die mit dem Ort in Verbindung stehen
- Marie Grab (1901–1982), langjährige Dorfchronistin, Mitarbeiterin der Nordsee-Zeitung, Mitbegründerin des Lunekrings und Heimatdichterin[9]

## Sagen und Legenden
- Die Pestgruben:[10] In der Feldmark von Westerbeverstedt haben Bauern Pestgruben weitab vom Dorf angelegt, „um wenigstens ein paar Tiere zu retten“. Davon sollen einige noch erkennbar sein.